# Joseph Moncure March
 (mai 2013).
Si vous disposez d'ouvrages ou d'articles de référence ou si vous connaissez des sites web de qualité traitant du thème abordé ici, merci de compléter l'article en donnant les références utiles à sa vérifiabilité et en les liant à la section « Notes et références ».
Joseph Moncure March (né le 27 juillet 1899 à New York et mort le 14 février 1977 à Los Angeles) est un poète, scénariste et essayiste américain.

## Biographie
Après avoir combattu durant la Première Guerre mondiale et avoir obtenu un diplôme au Amherst College où il était un protégé de Robert Frost, Joseph Moncure March travaille comme rédacteur pour The New Yorker en 1925. Il participe à la création du magazine Talk of the Town. 
Après avoir quitté ce magazine, Joseph Moncure March écrit son chef-d'œuvre, The Wild Party (en français La Nuit d'enfer), publié par Pascal Covici, et qui est le premier de ses deux longs poèmes narratifs sur l'âge du jazz. En raison de son contenu explicite, cette œuvre violente et syncopée, cri de rage contre la Prohibition et le puritanisme, ne trouve pas d'éditeur jusqu'en 1928. Une fois publié, le poème rencontre un grand succès bien qu'il soit interdit à Boston. En 1928, il écrit The Set-Up, un poème sur un boxeur noir qui vient de sortir de prison. Ces deux poèmes sont adaptés au cinéma.
En 1929, March travaille à Hollywood en ajoutant des dialogues au film Journey's End et transformant en parlant le film muet de Howard Hughes, Hell's Angels. March reste au sein de la compagnie de Hughes, Caddo Pictures, pendant de nombreuses années.
March travaille comme scénariste à Hollywood jusqu'en 1940, sous contrat avec MGM et Paramount puis en free-lance pour Republic Pictures et d'autres studios. Il écrit une vingtaine de scénarios au cours de sa carrière.

## Œuvres
En français
- La Nuit d'enfer, illustré par Art Spiegelman, Flammarion, 2008.

## Filmographie
- 1932 : Madame Butterfly (adaptation)
- 1934 : Deux tout seuls (Two Alone) d'Elliott Nugent
- 1936 : La musique vient par ici (The Music Goes 'Round) de Victor Schertzinger
- 1975 : The Wild Party, adaptation dirigée par James Ivory.